# Telfairia pedata
Telfairia pedata là một loài thực vật có hoa trong họ Cucurbitaceae. Loài này được (Sm. ex Sims) Hook. miêu tả khoa học đầu tiên năm 1827.

## Hình ảnh

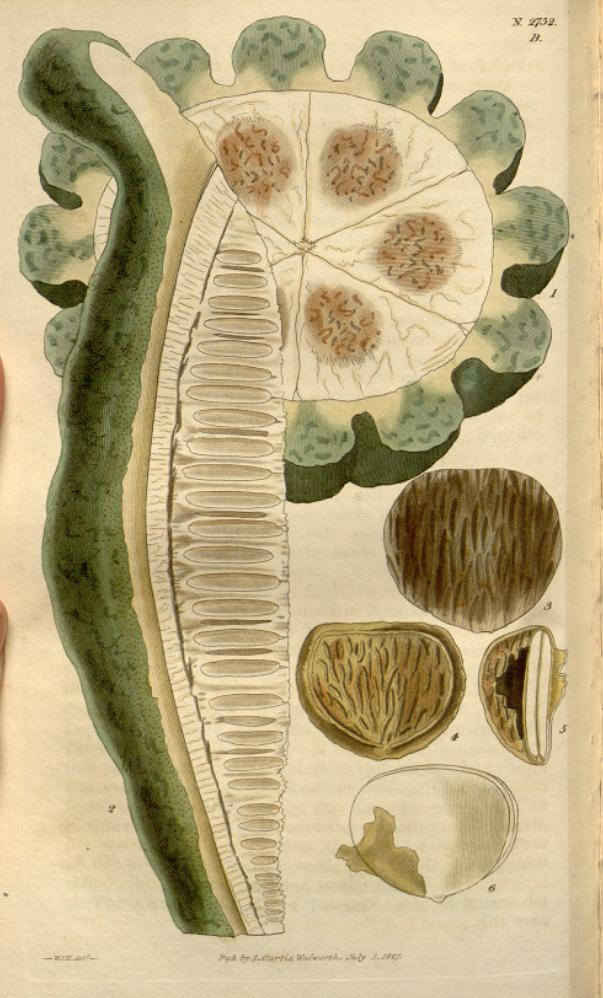